# Лоусон, Пол (боксёр)
Пол Лоусон (англ. Paul Lawson; Пустой шаблон {{ВД-Преамбула}} ) — английский боксёр, участник летних Олимпийских игр (1992).

## Биография
Родился 2 декабря 1966 года в Лондоне, Англия, Великобритания.
С ранних лет начал заниматься любительским боксом и в возрасте 25 лет представлял Великобританию на боксёрском турнире летних Олимпийских игр 1992 года в Барселоне в тяжёлой весовой категории, оказавшись на двадцатом месте среди её лучших спортсменов.